# Fernand Gregh
Fernand Gregh, född 14 oktober 1873, död 5 januari 1960, var en fransk författare.
Gregh var vid mitten av 1890-talet förgrundsgestalten för många i den unga generationen och framträdde 1896 inför den större allmänheten med diktsamlingen La maison de l'enfance som synnerligen fullödig lärjunge till Paul Verlaine. 1902 kungjorde Gregh i tidningen Le Figaro sitt avfall från symbolismen, sitt återvändande till natur och mänsklighet, och grundlade, med anknytning till Victor Hugo - en ny riktning som han helt enkelt kallade "humanismen". Hans främsta diktsamling under denna period är La chaîne éternelle (1910). Gregh har även uppträtt som kritiker med verk som La fenêtre ouverte (1901, essäsamling) och Étude sur Victor Hugo (1904).